# Антон (син Геракла)
Анто́н (дав.-гр. Αντωνος) — персонаж античної міфології, син Геракла та легендарний пращур римського роду Антоніїв.
Антон був одним з багатьох синів античного героя Геракла/Геркулеса, від нього вела своє походження впливова плебейська родина Давнього Риму — Антоніїв. Припускається, що легенда про Антона пізнього походження і була введена за часів життя члена Другого тріумвірату Марка Антонія.
Дослідник Т. П. Вайзмен висловлював думку, що Антона міг вигадати поет Боет з Тарса під час написання епічної поеми про битву при Філіппах між військами цезаріанців на чолі з Марком Антонієм й Октавіаном Августом і військами республіканців Марка Юнія Брута та Гая Кассія Лонгіна, в якій перемогу здобули тріумвіри. У поемі Боет прославляв Марка Антонія «подібно тому як Гомер оспівував Агамемнона, Ахіллеса та Одіссея». Як зазначав вчений, у піздньореспубліканський час багато римських можновладців стали нащадками богів та героїв завдяки грецьким «поетам-голодранцям».
У 42 році до н. е. монетарієм Луцєм Лівінеєм Регулом були випущені ауреуси на честь кожного члена Другого тріумвірату. На аверсах були зображені портрети Октавіана, Антонія та Лепіда, а на реверсах їх легендарні предки: Еней з Анхісом на плечах, Антон та весталка Емілія відповідно. За іншою версією на ауреусі з Антонієм було зображено Геракла. Герой зображений сидячим на скелі, у правій руці він тримає спис, а у лівій — меч. Стегна вкриті накидкою зі шкіри лева, праворуч знаходиться щит із зображенням горгони. 
Припускають, що старший син Марка Антонія та Фульвії, Марк Антоній Антілл, отримав свій агномен на честь легендарного пращура Антоніїв.